# باغ ناصر ضرغامی
باغ ناصر ضرغامی یک منطقهٔ مسکونی در ایران است که در دهستان مادرسلیمان واقع شده‌است.